# Coteau de Dannes et de Camiers
Coteau de Dannes et de Camiers este o arie protejată (sit de importanță comunitară — SCI) din Franța întinsă pe o suprafață de 97 ha, integral pe uscat.

## Localizare
Centrul sitului Coteau de Dannes et de Camiers este situat la coordonatele 50°34′40″N 1°38′00″E / 50.57778°N 1.63333°E.

## Înființare
Situl Coteau de Dannes et de Camiers a fost declarat arie specială de conservare în baza directivei 92/43 din 1992 referitoare la conservarea habitatelor naturale și a faunei și florei sălbatice pentru a proteja 1 specie de plante și 3 specii de animale.

## Biodiversitate
Situată în ecoregiunea atlantică, aria protejată conține 3 habitate naturale: Formațiuni de Juniperus communis pe lande sau pajiști calcaroase, Pajiști uscate seminaturale și facies de acoperire cu tufișuri pe substraturi calcaroase (Festuco-Brometalia) (* situri importante pentru orhidee), Fânețe de joasă altitudine (Alopecurus pratensis, Sanguisorba officinalis).
La baza desemnării sitului se află mai multe specii protejate:
- plante (1): Sisymbrium supinum
- mamifere (3): liliac cărămiziu (Myotis emarginatus), liliac comun (Myotis myotis), liliacul mare cu potcoavă (Rhinolophus ferrumequinum)

Pe lângă speciile protejate, pe teritoriul sitului au mai fost identificate 17 specii de plante.